# Allium brachyspathum
Allium brachyspathum är en amaryllisväxtart som beskrevs av Brullo, Pavone och Cristina Salmeri. Allium brachyspathum ingår i släktet lökar, och familjen amaryllisväxter.
Artens utbredningsområde är Grekland. Inga underarter finns listade i Catalogue of Life.